# Дикерсон, Мэлон
Мэ́лон Ди́керсон (англ. Mahlon Dickerson; 17 апреля 1770 — 5 октября 1853) — американский государственный деятель. Член Верховного суда штата Нью-Джерси, 7-й губернатор штата Нью-Джерси, сенатор США от Нью-Джерси, 10-й министр военно-морских сил США. Судья Окружного суда США по округу Нью-Джерси.

## Образование и карьера
Дикерсон родился 17 апреля 1770 года в Хановер-Неке, провинция Нью-Джерси, получил домашнее образование, а затем степень Artium Baccalaureus (1789) в Колледже Нью-Джерси (ныне Принстонский университет). В 1793 году он изучал право. Он был принят в коллегию адвокатов и вел частную практику в Морристауне, штат Нью-Джерси до 1796 года. В 1794 году, во время восстания из-за виски, Дикерсон был ополченцм во Втором Нью-Джерсийском кавалерийском полку. Он продолжил частную практику в Филадельфии, штат Пенсильвания, с (1797—1810).
Занятия и должности Дикерсона весьма разнообразны. С 1810 по 1853 год он был шахтером и работал на производстве железа в округе Моррис Он служил в качестве судьи в Филадельфии.
Дикерсон также был членом Общинного совета Филадельфии (1799), уполномоченным по банкротству в штате Пенсильвания (1802), начальником генерал-адъютантской службы Пенсильвании (1805—1808), городским регистратором Филадельфии (1808—1810), членом Генеральной Ассамблеи (законодательного собрания) Нью-Джерси (1811—1813), членом Верховного суда Нью-Джерси (1813—1815), стенографистом Верховного суда Нью-Джерси (1813—1814)
С 1815 по 1817 год Дикерсон был седьмым губернатором штата Нью-Джерси.

## Работа в Конгрессе США
Дикерсон избирался в Конгресс в Сенат США как демократический республиканц (позднее Кроуфордский республиканц и джексоновский демократ) от штата Нью-Джерси в 1816 году. Он был переизбран в 1823 году и прослужил с 4 марта 1817 года по 30 января 1829 года, когда ушел в отставку. Однако он был немедленно переизбран, чтобы заполнить вакансию, вызванную отставкой сенатора Эфраима Бейтмена, и служил с 30 января 1829 года по 3 марта 1833 года. Он был председателем комитета Сената США по делам Библиотеки Конгресса (15-й созыв), председателем комитета Сената США по торговле и промышленности (16-й и 17-й созывы) и председателем комитета Сената США по промышленности (с 19-го по 22-й созыв).

## После Конгресса
В 1833 году Дикерсон был вице-президентом Законодательного совета Нью-Джерси.
В 1834 году он отказался от предложенного ему назначения на пост посланника в Российской империи.
Президент Эндрю Джексон назначил его 10-м министром военно-морского флота США. Он был переназначен на эту должность президентом Мартином Ван Буреном и служил с июня 1834 года по июнь 1838 года.

## Федеральная судебная служба
Дикерсон был номинирован президентом Мартином Ван Буреном 14 июля 1840 года на место в Окружном суде Соединенных Штатов по округу Нью-Джерси, освобожденное судьей Уильямом Росселлом. 21 июля 1840 года он был утвержден Сенатом США и прослужил в этой должности с 23 июля 1840 года по 16 февраля 1841 года, когда ушел в отставку.

## Кончина
В 1844 году Дикерсон был делегатом Конституционного Собрания штата Нью-Джерси. Он скончался 5 октября 1853 года в Саккасанне, штат Нью-Джерси. и был похоронен на пресвитерианском кладбище там же.

## Семья
Дикерсон был братом Филимона Дикерсона, конгрессмена США от штата Нью-Джерси.

## Колумбийский институт развития искусств и наук
В 1820-х годах Дикерсон был членом престижного общества Колумбийского института развития искусств и наук (англ. Columbian Institute for the Promotion of Arts and Sciences), среди членов которого были экс-президенты Эндрю Джексон и Джон Куинси Адамс, а также многие выдающиеся люди того времени.

## Наследие
Парк Мэлона Дикерсона (англ. Mahlon Dickerson Reservation) в округе Моррис назван в его честь.